# Doina Aldea-Teodorovici

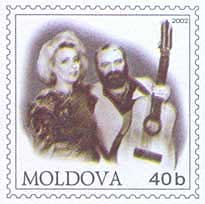
Timbru poștal cu Doina și Ion Aldea-Teodorovici

Doina Aldea-Teodorovici (n. 15 noiembrie 1958, Chișinău, RSS Moldovenească, URSS – d. 30 octombrie 1992, Coșereni, Ialomița, România) a fost o cântăreață din Republica Moldova. A fost căsătorită cu Ion Aldea-Teodorovici, cu care a format un duet, începând din 1981.

## Date biografice
Doina Marin s-a născut pe 15 noiembrie 1958, în orașul Chișinău, în familia intelectualilor Eugenia și Gheorghe Marin. Tatăl său a fost scriitor și jurnalist, iar mama – profesoară de limbă și literatură română, director adjunct la școala nr.1 din Chișinău (azi Liceul Teoretic Român-Francez „Gheorghe Asachi”). Talentul artistic al Doinei s-a manifestat încă din copilărie. Astfel, începând cu vârsta de 6 ani și până în clasa a 8-a, Doina participă la dublarea filmelor în română la Studioul "Moldova-Film". Concomitent studiază muzica în particular. De la vârsta de 14 ani ani activează în ansamblul "Moldoveneasca" cu care întreprinde turnee în toate republicile unionale,
dar și în Mongolia, Algeria, Germania, Cipru, la festivalul tineretului din Cuba. În 1975 a absolvit școala nr.1 româno-franceză din Chișinău și tot în acest an, împreună cu Iuri Nikolaev, a fost moderatoare la emisiunea „Șire krug”. În 1979 absolvește Universitatea de Stat din Chișinău, Facultatea de Filologie, specialitatea limba și literatura română. Din 1979 până în 1988 a lucrat în calitate de profesoară de literatură universală la Universitatea Pedagogică de Stat „Ion Creangă” din Chișinău.
În anul 1981 se căsătorește cu Ion Aldea-Teodorovici. La 5 august 1982 se naște fiul lor, Cristofor Aldea-Teodorovici.
Din 1982, Doina își descoperă o altă latură a talentului său, cea de interpretă de estradă. Din acest an, ea este nedespărțită atât în viață, cât și pe scenă, de compozitorul și interpretul Ion Aldea-Teodorovici.
În anul 1985 participă, ca parte a programului cultural, la școala pentru tinerii savanți, care a avut loc la Vadul lui Vodă alături de poetul Grigore Vieru.
În 1988 a fost profesoară de literatură universală la Academia de Muzică, Teatru și Arte Plastice din Chișinău. A fost solistă a formației „DIATE”. În 1989-1990, împreună cu Ion au susținut spectacole în toate orașele și prin satele Moldovei, dar în România: la București, Cluj-Napoca, Brașov, Suceava, Iași, Botoșani, Focșani, Bârlad ș.a.
În anul 1991, împreună cu soțul său, câștigă premiul presei la Festivalul Național de Muzică Ușoară „Mamaia – 91”. În 1992 a fost protagonista filmului „Dragostea ce mișcă sori și stele” și în același an, împreună cu Ion este diplomată la Festivalul „Cerbul de
aur” de la Brașov.
Participând la toate evenimentele ce au marcat procesul de renaștere națională a poporului, lansând cântece de un profund patriotism, cum sunt "Suveranitate", "Sfântă ni-i casa", "Mănăstirea Căpriana" și altele, cântăreața Doina Aldea-Teodorovici devenise un simbol al Moldovei. În mai 1992, împreună cu Ion și poeții Grigore Vieru, Adrian Păunescu și Andrei Păunescu, a cântat în fața luptătorilor din războiul de pe Nistru, iar mai târziu, pe parcursul anului 1992, i s-a conferit titlu de Artistă Emerită a Republicii Moldova. În noaptea de 29 spre 30 octombrie 1992, Doina și Ion au murit într-un accident tragic.
În 1993, Doinei Aldea-Teodorovici i se acordă Ordinul Republicii, post-mortem.

## Decesul

Locul de la intrarea în Coșereni (jud. Ialomița) unde a avut loc tragicul accident

Doina Aldea-Teodorovici a decedat împreună cu soțul său, în urma unui accident rutier de pe șoseaua DN2 în noaptea de 29 spre 30 octombrie 1992. Era însărcinată și aștepta o fetiță.
Accidentul a avut loc la orele 02:15 cu o mașină de marca Opel 0905 MBC, condusă de cetățeanul ucrainean Alexandr Ceakaunov, în vârstă de 33 de ani. Atât șoferul, cât și cel de-al patrulea pasager, care se afla în față, Vasilii Koudalb, 38 de ani, au scăpat cu viață. Potrivit presei românești, din mașină au fost extrase cu mare greutate trei corpuri însângerate. Două automobile i-au transportat pe Vasilii Koudalb și Alexandr Chakaunov la Spitalul din Urziceni. La 02:30 o autosanitară a preluat-o pe Doina Aldea-Teodorovici, aflată în comă. Salvarea s-a îndreptat cu toată viteza spre București. Pe drum, Doina și-a recăpătat un moment cunoștința. A strigat de câteva ori "Au, mă doare tot corpul", apoi a decedat. Corpul neînsuflețit a lui Ion Aldea-Teodorovici, a fost recuperat cu mare greutate. A fost nevoie ca poliția să taie cu flacăra autogenă automobilul distrus, reușind să elibereze trupul abia la ora 7:00.
Ion și Doina Aldea-Teodorovici au lăsat în urmă un copil orfan de numai 10 ani, Cristofor, care a continuat activitatea muzicală a părinților.

## Discografie
Albumul „Clopotul Învierii”
- Maluri de Prut
- Suveranitate
- Eminescu,
- Trei Culori
- Bucurați-vă prieteni
- Iartă-mă
- Limba română
- Pentru ea (Lacrima limbii noastre)
- Sărut femeie mâna ta (Sfântă ni-i casa)
- Reaprindeți candela...
- Focul din vatră
- Imensitate
- Clopotul Învierii
- Răsai
- Două lacrimi gemene
- Indiferența
- Tu cauți o inimă simplă
- Un nume pe zapadă
- Floare dulce de tei
- O serenadă

Albumul ”Două vieți și o dragoste”
- Balada familială
- Fuga
- Don Juan
- Copilul din leagăn
- La restaurant
- Bucurați-vă
- Comment ca va
- Nu te-ai priceput
- Carnaval
- Pace lumii
- Ia-mă cu tine
- Hai, hai
- Spuneți-mi vă rog
- Ninge
- Ce farmece
- Vârsta dragostei
- Un telefon
- Spectatorii
- O umbrelă

## Premii și distincții
- Artistă Emerită din Republica Moldova (1992)[1]
- Ordinul Republicii (1993)[1][2]